# Werner Kubek
Werner Kubek (* 29. Juni 1938 in Bottrop; † 11. Juli 2020) war ein deutscher Fußballspieler. Im Debütjahr der Fußball-Bundesliga, 1963/64, absolvierte der Stürmer für den Vizemeister Meidericher SV acht Spiele und erzielte zwei Tore.

## Werdegang
Kubek spielte ab 1957 beim VfB Bottrop. Mit den Schwarz-Weißen vom Jahnstadion lief er vier Runden in der II. Division auf. Unter den Trainern Franz Linken, Jupp Schmidt und Herbert Burdenski und an der Seite von Mitspielern wie Klaus Matischak, Werner Biskup und Diethelm Ferner absolvierte er von 1957 bis 1961 67 Ligaspiele und erzielte 20 Tore. Zur Saison 1961/62 wechselte er zum Meidericher SV in die Fußball-Oberliga West. Bei den „Zebras“ debütierte er am 20. August 1961 bei der 0:1-Auswärtsniederlage gegen den TSV Marl-Hüls auf Linksaußen an der Seite der Mitspieler Werner Krämer, Heinz Versteeg, Werner Lotz und Gustav Walenciak in der Oberliga. Unter Trainer Willi Multhaup belegte der MSV den fünften Rang und Kubek hatte in 20 Ligaeinsätzen sechs Tore erzielt. Im letzten Jahr der alten erstklassigen Oberligaära, 1962/63, qualifizierten sich Kubek und Kollegen mit dem dritten Rang für die ab der Saison 1963/64 neu eingeführte Bundesliga. Am letzten Spieltag, den 11. Mai 1963, verteidigte Meiderich mit einem 2:1-Heimerfolg gegen den Mitkonkurrenten Preußen Münster den dritten Platz. Mittelstürmer Versteeg erzielte beide Treffer und mit Walenciak bildete Kubek den linken Flügel. Für den MSV kam der wendige, schnelle und zweikampfstarke Stürmer auf 37 Einsätze in der Fußball-Oberliga West, in denen er sechs Tore schoss.
In der Bundesliga hatte er am 6. Spieltag unter Trainer Rudi Gutendorf einen Einstand nach Maß. Beim 3:0-Erfolg gegen den TSV 1860 München steuerte Kubek zwei Treffer gegen den „Löwen“-Torhüter Petar Radenković bei. Für ihn blieben es seine einzigen Tore in dieser Saison. Kubek absolvierte acht Spiele – Konkurrenz im BL-Angriff von Meiderich war zusätzlich durch Helmut Rahn, Horst Gecks und Heinz Höher gegeben – und der MSV wurde hinter dem 1. FC Köln überraschend Vizemeister. Kubek verließ Duisburg am Rundenende und wechselte zur Saison 1964/65 zu Rot-Weiß Oberhausen in die Fußball-Regionalliga West.
Bei den Kleeblättern kam er auf 68 Spiele und 14 Tore in der zweitklassigen Regionalliga. Unter Trainer Willibald Hahn und an der Seite von Mitspielern wie Helmut Traska und Hans Siemensmeyer belegte er in seinem ersten Jahr bei der Elf vom Stadion Niederrhein den vierten Rang. In seinem dritten Jahr bei dem Team von Präsident und Gönner Peter Maaßen, 1966/67, kam mit Franz Krauthausen ein Offensivspieler zu RWO, der sich in den nächsten Jahren zum Star entwickelte. Kubek absolvierte 26 Ligaspiele (4 Tore) und Oberhausen belegte unter Trainer Werner Stahl den sechsten Rang. Im Jahr des Meisterschaftsgewinns in der Regionalliga West und des Durchsetzens in der Aufstiegsrunde unter Trainer Alfred Preißler, 1968/69, kam er aber nur noch sporadisch zum Einsatz. In der Bundesligasaison 1969/70 kam er nochmals auf acht weitere Bundesligaspiele und beendete 1971 nach einer Knieverletzung seine höherklassige Laufbahn.
Danach war der spätere Leiter des Bottroper Bauhofes über Jahre im Amateurfußball als Trainer tätig.